# Vedran Kjosevski
Vedran Kjosevski (sinh 11 tháng 5 năm 1995) là một cầu thủ bóng đá Bosnia và Herzegovina thi đấu ở vị trí thủ môn cho Željezničar ở Giải bóng đá ngoại hạng Bosnia và Herzegovina.

## Thống kê sự nghiệp

### Câu lạc bộ
Tính đến ngày 11 tháng 11 năm 2018.
| Câu lạc bộ  | Mùa giải  | Giải đấu      | Giải đấu | Giải đấu | Cúp quốc gia | Cúp quốc gia | Châu lục | Châu lục | Tổng cộng | Tổng cộng |
| Câu lạc bộ  | Mùa giải  | Hạng          | Trận     | Bàn      | Trận         | Bàn          | Trận     | Bàn      | Trận      | Bàn       |
| ----------- | --------- | ------------- | -------- | -------- | ------------ | ------------ | -------- | -------- | --------- | --------- |
| Željezničar | 2013–14   | Premijer Liga | 1        | 0        | 0            | 0            | 0        | 0        | 1         | 0         |
| Željezničar | 2014–15   | Premijer Liga | 1        | 0        | 3            | 0            | 0        | 0        | 4         | 0         |
| Željezničar | 2015–16   | Premijer Liga | 11       | 0        | 7            | 0            | 0        | 0        | 18        | 0         |
| Željezničar | 2016–17   | Premijer Liga | 29       | 0        | 4            | 0            | –        | –        | 33        | 0         |
| Željezničar | 2017–18   | Premijer Liga | 30       | 1        | 7            | 0            | 4        | 0        | 41        | 1         |
| Željezničar | 2018–19   | Premijer Liga | 15       | 0        | 0            | 0            | 4        | 0        | 19        | 0         |
| Željezničar | Tổng cộng | Tổng cộng     | 87       | 1        | 21           | 0            | 8        | 0        | 116       | 1         |